# Austroharpa
Austroharpa is een geslacht van weekdieren uit de klasse van de Gastropoda (slakken).

## Soorten
- Austroharpa exquisita (Iredale, 1931)
- Austroharpa learorum Hart & Limpus, 1998
- Austroharpa loisae Rehder, 1973
- † Austroharpa pulligera (Tate, 1889)
  - =  † Harpa pulligera Tate, 1889
- Austroharpa punctata (Verco, 1896)
- † Austroharpa tatei Finlay, 1931
- Austroharpa wilsoni Rehder, 1973